# Perchuc Cone
Perchuc Cone är en kulle i Antarktis. Den ligger i Sydshetlandsöarna. Argentina, Chile och Storbritannien gör anspråk på området. Toppen på Perchuc Cone är 12 meter över havet.
Terrängen runt Perchuc Cone är kuperad åt sydväst, men åt nordost är den platt. Havet är nära Perchuc Cone österut. Trakten är glest befolkad. Närmaste befolkade plats är Gabriel de Castilla Spanish Antarctic Station, 6,2 kilometer väster om Perchuc Cone. 